# Smiling Fish 2016
Der Smiling Fish 2016 im Badminton fand vom 17. bis zum 22. Mai 2016 in Trang statt.

## Sieger und Platzierte
| Disziplin    | Gold                                | Silber                                      | Bronze                                       |
| ------------ | ----------------------------------- | ------------------------------------------- | -------------------------------------------- |
| Herreneinzel | Krishna Adi Nugraha                 | Suppanyu Avihingsanon                       | Fikri Ihsandi Hadmadi                        |
| Herreneinzel | Krishna Adi Nugraha                 | Suppanyu Avihingsanon                       | Simon Santoso                                |
| Dameneinzel  | Dinar Dyah Ayustine                 | Ruselli Hartawan                            | Lee Ying Ying                                |
| Dameneinzel  | Dinar Dyah Ayustine                 | Ruselli Hartawan                            | Rusydina Antardayu Riodingin                 |
| Herrendoppel | Danny Bawa Chrisnanta Hendra Wijaya | Nur Mohd Azriyn Ayub Jagdish Singh          | Lim Khim Wah Ong Jian Guo                    |
| Herrendoppel | Danny Bawa Chrisnanta Hendra Wijaya | Nur Mohd Azriyn Ayub Jagdish Singh          | Trawut Potieng Nanthakarn Yordphaisong       |
| Damendoppel  | Suci Rizky Andini Yulfira Barkah    | Rahmadhani Hastiyanti Putri Rika Rositawati | Joyce Wai Chi Choong Yap Cheng Wen           |
| Damendoppel  | Suci Rizky Andini Yulfira Barkah    | Rahmadhani Hastiyanti Putri Rika Rositawati | Tania Oktaviani Kusumah Vania Arianti Sukoco |
| Mixed        | Terry Hee Tan Wei Han               | Wong Fai Yin Shevon Jemie Lai               | Supak Jomkoh Kittipak Dubthuk                |
| Mixed        | Terry Hee Tan Wei Han               | Wong Fai Yin Shevon Jemie Lai               | Yantoni Edy Saputra Marsheilla Gischa Islami |